# 절대 잊지 않겠어요
〈절대 잊지 않겠어요〉(일본어: きっと忘れない)는 일본의 밴드 ZARD의 열 번째 싱글 앨범로, 1993년 11월 3일 발매되었다. (8cm CD: BGDH-1016) 곡은 사카이 이즈미가 작사했고, 오다 테츠로가 작곡, 아카시 마사오가 편곡을 맡았다. 〈지지마세요〉에 이어서, 이 곡 역시 후지 TV의 드라마 《시라토리 레이코입니다!》의 2시즌 엔딩곡으로 사용됐는데, 특기할만한 점은 드라마의 마지막 화의 제목이 곡명과 동일한 "절대 잊지 않겠어요"인 점이다. 당시의 일본은 '드라마 전성시대'라고 불릴 정도였으며, 이 드라마의 마지막 회가 시청률 20%에 이를 정도로 큰 인기를 얻었던 작품이었기 때문에, 주제가로 사용된 ZARD의 두 곡 역시 큰 성공을 거뒀다.
B사이드 곡은 〈석양 속 My Lonely Heart〉(黄昏にMy Lonely Heart)다. 작사는 사카이 이즈미, 작곡은 쿠리바야시 세이이치로, 편곡은 아카시 마사오가 맡았다.
싱글은 오리콘 차트 주간 싱글차트 1위에 올랐으며, 15주간 차트에 머물렀다.

## 수록곡
| #            | 제목                                                    | 작사          | 작곡                  | 편곡          | 재생 시간 |
| ------------ | ------------------------------------------------------- | ------------- | --------------------- | ------------- | --------- |
| 1.           | 〈〈절대 잊지 않겠어요〉〉 (きっと忘れない)             | 사카이 이즈미 | 오다 테츠로           | 아카시 마사오 | 4:07      |
| 2.           | 〈〈석양 속 My Lonely Heart〉〉 (黄昏にMy Lonely Heart) | 사카이 이즈미 | 쿠리바야시 세이이치로 | 아카시 마사오 | 4:28      |
| 3.           | 〈〈절대 잊지 않겠어요〉〉 (Original Karaoke)           |               |                       |               | 4:05      |
| 4.           | 〈〈석양 속 My Lonely Heart〉〉 (Original Karaoke)      |               |                       |               | 4:26      |
| 총 재생 시간 | 총 재생 시간                                            | 총 재생 시간  | 총 재생 시간          | 총 재생 시간  | 17:06     |